# Salcia (okręg Dolj)
Salcia – wieś w Rumunii, w okręgu Dolj, w gminie Argetoaia. W 2011 roku liczyła 1145 mieszkańców.